# زنان دانشمند
زنان دانشمند (به فرانسوی: Les Femmes savantes) نمایشنامه ای کمدی است که توسط مولیر در پنج پرده ساخته شده و به صورت شعر نوشته شده‌است. این اثر طنزی در مورد اعضای فرهنگستان، آگاهی زنان و تصنع گرایان و یکی از محبوب‌ترین کمدی‌های وی بود. این نمایش در ۱۱ مارس ۱۶۷۲ در تئاتر پله-رویال پاریس اجرا شد.